# István Thomán
Dans le nom hongrois Thomán István, le nom de famille précède le prénom, mais cet article utilise l’ordre habituel en français István Thomán, où le prénom précède le nom.
István Thomán (Homonna, 4 novembre 1862 – Budapest, 22 septembre 1940) est un pianiste virtuose hongrois. Remarquable professeur de piano, il a eu de nombreux élèves célèbres, notamment Béla Bartók, Ernő Dohnányi, Fritz Reiner et György Cziffra. Ses six volumes de la Technique de Jeu de Piano sont encore en usage aujourd'hui,.

## Biographie

### Formation
Thomán est né en Homonna dans le royaume de Hongrie – aujourd'hui Humenné en Slovaquie – de parents juifs : le Dr David Thomán et Rosa Weisberger. Il travaille avec Ferenc Erkel et Robert Volkmann et plus tard avec Liszt à Budapest, Weimar et Rome. Reconnu pour son talent, il devient un des étudiants favori de Franz Liszt. Liszt le nomme enseignant à la Académie hongroise de musique de Budapest où il enseigne de 1888 à 1906.

### Carrière
Thomán, en tournée avec Liszt, est présent à la mort du musicien et porte le cercueil lors de son enterrement. Les étudiants de Liszt, Thomán et son collègue Árpád Szendy, sont importants dans la transmission du style de Liszt à travers leur enseignement à l’Académie hongroise de musique.
En tant que professeur à l'Académie royale, Thomán a reçu un nouvel étudiant de dix-sept ans, Ernő Dohnányi en 1894. En 1903, un jeune homme de vingt-et-un ans, Béla Bartók qui lui dédie Étude pour la main gauche. L'étude est une sonate jouée entièrement à une main. La même année, Fritz Reiner, commence ses études (jusqu'en 1905).

Bartók laisse une description des méthodes et de l'engagement pour ses élèves : 

« Thomán m'enseigna la bonne position des mains et tous ces mouvements, « naturels » ou « globaux », que la pédagogie la plus récente a depuis lors érigés en un véritable système théorique mais que Liszt employait déjà naturellement et que Thomán, ancien élève de Liszt, avait pu lui-même apprendre du grand maître. C'est donc par les mains les plus expertes que j'ai été initié à la maîtrise des couleurs poétiques du son du piano. [...] Il appartenait à ces rares pédagogues qui n'étouffent pas la personnalité de leurs élèves. Il n'eut jamais le désir de forger ses élèves à sa propre image. [...] Thomán jouait tout et à tout moment devant ses élèves, avec une patience exemplaire. [...] En donnant l'exemple, comme artiste, Thomán n'imposait pas des idées dans l'esprit des élèves, mais éveillait en eux les idées justes. »

En décembre 1906, Thomán doit subitement se retirer de l'Académie, pour raison de santé et prend sa retraite anticipée, à l'âge de 45 ans, laissant sa classe à son élève Bartók dès janvier de l'année suivante.
Thomán a également été un auteur convaincant sur la musique, contribuant à divers journaux de Budapest.
La fille de Thomán, Mária Thomán (1899–1948) est devenu violoniste de concert. Elle a étudié avec Jenő Hubay, Franz von Vecsey, Carl Flesch et Alma Moodie. Elle a donné des concerts à travers l'Europe, à la fois comme soliste et avec l'accompagnement de d'orchestres philharmoniques et ensembles de musique de chambre.